# پیتر رونالد
پیتر رونالد (انگلیسی: Peter Ronald; ۵ نوامبر ۱۸۸۹ – ۲۱ آوریل ۱۹۵۳) بازیکن فوتبال اهل بریتانیا بود.
از باشگاه‌هایی که در آن بازی کرده‌است می‌توان به باشگاه فوتبال ناتینگهام فارست و باشگاه فوتبال واتفورد اشاره کرد.